# Max Lapitskij
Max Lapitskij, född 12 juli 1958, är en skådespelare.
Lapitskij har bland annat medverkat i filmen Shadow Island. Han har även medverkat i TV-serierna Heder och Arne Dahl: Europa Blues.

## Filmografi (i urval)
- 2002 – Beck – Sista vittnet
- 2009 – Johan Falk – National Target
- 2012 – Arne Dahl: Europa Blues (TV-serie)
- 2017 – Stig Wennerström – Spion i kallt krig (TV-serie)
- 2019–2021 – Heder (TV-serie)
- 2023 – Shadow Island